# Montalbán
Pour les articles homonymes, voir Montalbán (homonymie).
Montalbán est une commune d’Espagne, de la province de Teruel dans la communauté autonome d'Aragon, chef-lieu de la Comarque des Cuencas Mineras ensemble avec Utrillas. 

## Histoire
- parc culturel de la rivière Martín

## Personnalités
- Diego Colomb est mort à Montalbán le 23 février 1526.